# Fidelis Layog
Fidelis Bautista Layog (ur. 20 listopada 1968 w Dagupan) – filipiński duchowny katolicki, biskup pomocniczy Lingayen-Dagupan od 2019.

## Życiorys

### Prezbiterat
Święcenia kapłańskie otrzymał 29 kwietnia 1996 i został inkardynowany do archidiecezji Lingayen-Dagupan. Pracował głównie jako duszpasterz parafialny, był także m.in. dyrektorem Mapandan Catholic School oraz instytutu katolickiego w Lingayen.

### Episkopat
18 marca 2019 papież Franciszek mianował go biskupem pomocniczym archidiecezji Lingayen-Dagupan oraz biskupem tytularnym Girus Tarasii. Sakry udzielił mu 8 maja 2019 arcybiskup Socrates Villegas.